# The Man in the Bottle
"The Man in the Bottle" is een aflevering van de Amerikaanse televisieserie The Twilight Zone. Het scenario van de aflevering werd geschreven door Rod Serling.

## Plot

### Opening
Mr.and Mrs. Arthur Castle, gentle and infinitely patient people, whose lives have been a hope chest with a rusty lock and a lost set of keys. But in just a moment that hope chest will be opened, and an improbable phantom will try to bedeck the drabness of these two people's failure-laden lives with the gold and precious stones of fulfillment. Mr. and Mrs. Arthur Castle, standing on the outskirts and about to enter the Twilight Zone.
— Rod Serling

### Verhaal
Arthur Castle, een lommerd die de laatste tijd wat tegenslag heeft gehad, krijgt samen met zijn vrouw Edna vier wensen aangeboden van een djinn. Hun eerste wens is dat hun kapotte kabinet weer heel is. Nu ze zien dat de djinn echt wensen kan vervullen, wensen ze voor een miljoen dollar. Maar nadat ze duizenden dollars hebben weggegeven aan hun vrienden en de belastingdienst de rest claimt, hebben ze nog maar 5 dollar over.
De djinn waarschuwt hen dat elke wens gevolgen heeft die ze zorgvuldig in overweging moeten nemen. Arthur wenst dat hij de leider wordt van een modern en machtig land, in een positie waar hij niet uit weggestemd kan worden. Hierop verandert de Djinn hem in Adolf Hitler en transporteert hem naar de bunker waar Hitler de laatste dagen van de Tweede Wereldoorlog doorbracht. Geschrokken gebruikt Arthur zijn laatste wens om te wensen dat niets van dit alles ooit is gebeurd. Daarmee wordt de derde wens tenietgedaan en keert Arthur terug naar huis.
Arthur en Edna hebben aan het hele avontuur achteraf niets overgehouden behalve een nieuwe kijk op het leven en een gerepareerd kabinet. Maar nauwelijks is Arthur weer thuis, of hij breekt het kabinet per ongeluk.

### Slot
A word to the wise now to the garbage collectors of the world, to the curio seekers, to the antique buffs, to everyone who would try to coax out a miracle from unlikely places: Check that bottle you're taking back for a two-cent deposit. The genie you save might be your own. Case in point, Mr. and Mrs. Arthur Castle, fresh from the briefest of trips into the Twilight Zone.

## Rolverdeling
- Luther Adler: Arthur Castle
- Vivi Janiss: Edna Castle
- Joseph Ruskin: Genie
- Peter Coe: First German
- Lisa Golm: Mrs. Gumley
- Albert Szabo: Second German
- Olan Soule: IRS agent

## Bewerkingen
De aflevering werd geparodieerd in de serie Futurama in de fictieve show The Scary Door. Hierin probeert een man in een vliegtuig de passagiers ervan te overtuigen dat er een Gremlin op de vleugel zit, maar niemand gelooft hem omdat de man opeens is veranderd in Adolf Hitler.